# United States Securities and Exchange Commission

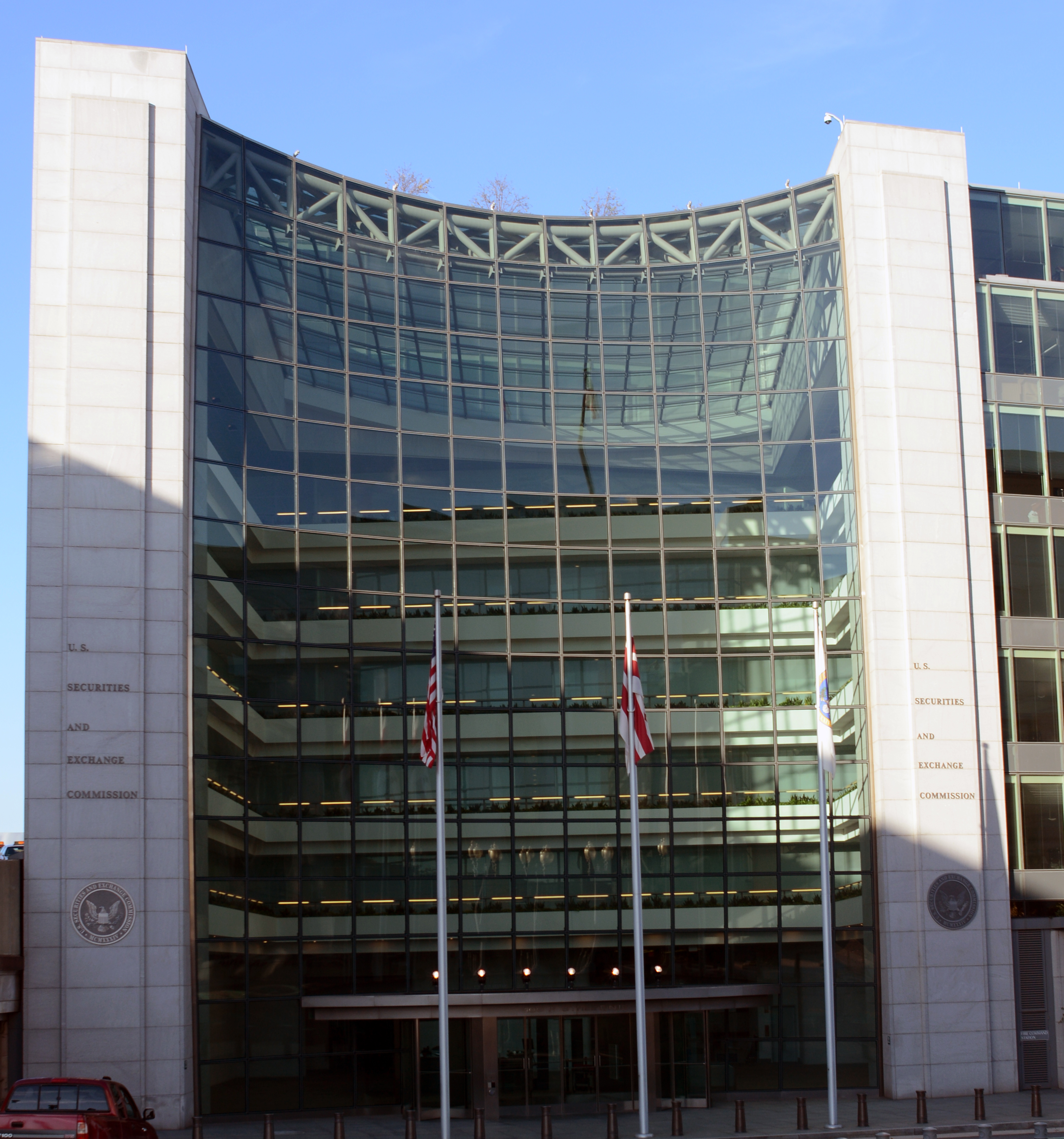
Hauptquartier

Die United States Securities and Exchange Commission (SEC) ist als US-Börsenaufsichtsbehörde für die Kontrolle des Wertpapierhandels in den Vereinigten Staaten zuständig. Ihr Sitz ist in Washington, D.C.

## Aufgaben
Die SEC wurde als Reaktion auf den New Yorker Börsencrash von 1929 am 6. Juni 1934 durch den Securities Exchange Act gegründet, um eine staatliche Aufsicht über die bis dahin unkontrolliert ablaufenden Wertpapiergeschäfte zu schaffen. Ihre Aufgaben sind die Überprüfung des Handels auf Recht- und Ordnungsmäßigkeit und der Einhaltung börsenrechtlicher Anordnungen. Zur Erfüllung dieser Aufgaben wurden ihr umfangreiche legislative, exekutive sowie judikative Kompetenzen eingeräumt, so dass sie manchmal auch als „Vierte Gewalt“ bezeichnet wird.
Alle Unternehmen, die den amerikanischen Kapitalmarkt nutzen möchten, müssen sich bei der SEC registrieren lassen. Nur wenn die SEC ihr Einverständnis gibt, kann ein Unternehmen sich an der New York Stock Exchange listen lassen. Zusammen mit dem FASB (Financial Accounting Standards Board) werden die Rechnungslegungsvorschriften, deren Interpretationen usw. verlautbart.
Die SEC stellt sicher, dass die Unternehmen Informationen, die für die Anleger wichtig sein könnten, veröffentlichen – etwa über die finanzielle Situation des Unternehmens. Diese Informationen müssen in vorgegebener Form veröffentlicht werden (vgl. Weblink). So müssen Jahresergebnisse dem Formular Form 10-K und Quartalsergebnisse dem Formular Form 10-Q entsprechen.

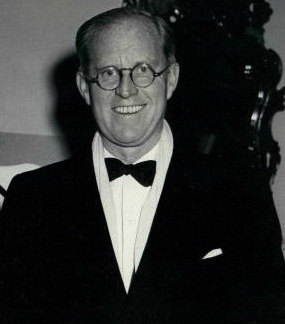
Joseph P. Kennedy, erster Vorsitzender der SEC

## Aufbau
Die SEC besteht aus fünf Kommissaren, die der Präsident der Vereinigten Staaten dem Kongress vorschlägt und bei dessen Einverständnis ernennt. Wechsel der Kommissare erfolgen einzeln und unregelmäßig. Um die Unabhängigkeit der Kommission zu sichern, dürfen maximal drei Mitglieder aus derselben Partei kommen. Der Präsident ernennt einen der Kommissare zum Vorsitzenden; seit dem 17. April 2021 hatte Gary Gensler diesen Posten inne. Er war am 12. Januar 2021 von US-Präsident Biden für dieses Amt nominiert worden. Gensler war zunächst bis Juni 2021 gewählt, er führte bis zu diesem Zeitpunkt das Mandat des im Dezember 2020 zurückgetretenen Chairman Jay Clayton zu Ende. Danach sollte er für ein volles Mandat von fünf Jahren vom US-Senat neu bestätigt werden. Gensler trat mit der zweiten Amtsübernahme von Präsident Trump zu Beginn des Jahres 2025 zurück. Seit dem 21. April 2025 ist Paul Atkins als SEC-Vorsitzender vereidigt.
Die SEC hat etwa 3.500 Mitarbeiter und 5 Abteilungen:
- die Division of Corporation Finance überwacht die Erfüllung der Publizitätspflicht
- die Division of Economic and Risk Analysis analysiert die Wirtschaft und Risiken
- die Division of Enforcement ist die Rechtsabteilung
- die Division of Investment Management überwacht die Fondsmanager und Analysten
- die Division of Trading and Markets überwacht die Investmentgesellschaften und Börsen

Zusätzlich unterstützen verschiedene Ausschüsse, deren Mitarbeiter beispielsweise von Bewertungsunternehmen wie American Appraisal gestellt werden, die Arbeit der Behörde.
Die SEC unterhält eine Online-Datenbank namens EDGAR (Electronic Data-Gathering, Analysis, and Retrieval), wo Investoren kostenlosen Zugang zu unternehmensspezifischen Informationen haben. Deborah J. Jeffrey ist seit 7. Mai 2023 Inspector General der Behörde.

## Geschichte
2009 wurde erstmals ein Leiter (CEO) der so genannten enforcement division ernannt, der 29-jährige Adam Storch. Er war seit 2004 bei Goldman Sachs beschäftigt. Nach den Erfahrungen des Skandals um Bernard L. Madoff, bei dem gravierende Mängel seitens der SEC aufgetreten waren, ernannte der zur Behebung dieser Mängel eingesetzte Direktor Robert Khuzami Storch zum CEO für den Bereich Beschwerden, Hinweise und Wiedergutmachung an geschädigte Investoren. Seit seinem Amtsantritt hat Khuzami 40 % der Manager entlassen und im Gegenzug Personal zur Recherche eingestellt. Khuzami hat fünf Jahre lang bei der Deutschen Bank Juristen verantwortlich geleitet, die CDOs ausgearbeitet haben.
Nachdem im Mai 2010 ein überraschender Kurssprung über beinahe 1000 Punkte an der New Yorker Börse aufgetreten war, wurden Nachforschungen von der SEC über die Ursachen aufgenommen. Während die genaue Ursache weiterhin unklar ist, wird eine einheitliche Regelung des computerisierten Handels erwogen, die die sekundenschnelle Ausbreitung panikartiger Reaktionen unterbinden soll.

## Liste der SEC-Vorsitzenden
| Nr. | Name                   | Amtszeit  | amtierender US-Präsident |
| --- | ---------------------- | --------- | ------------------------ |
| 01  | Joseph P. Kennedy      | 1934–1935 | Franklin D. Roosevelt    |
| 02  | James M. Landis        | 1935–1937 | Franklin D. Roosevelt    |
| 03  | William O. Douglas     | 1937–1939 | Franklin D. Roosevelt    |
| 04  | Jerome Frank           | 1939–1941 | Franklin D. Roosevelt    |
| 05  | Edward C. Eicher       | 1941–1942 | Franklin D. Roosevelt    |
| 06  | Ganson Purcell         | 1942–1946 | Franklin D. Roosevelt    |
| 07  | James J. Caffrey       | 1946–1947 | Franklin D. Roosevelt    |
| 08  | Edmond M. Hanrahan     | 1948–1949 | Harry S. Truman          |
| 09  | Harry A. McDonald      | 1949–1952 | Harry S. Truman          |
| 10  | Donald C. Cook         | 1952–1953 | Harry S. Truman          |
| 11  | Ralph H. Demmler       | 1953–1955 | Dwight D. Eisenhower     |
| 12  | J. Sinclair Armstrong  | 1955–1957 | Dwight D. Eisenhower     |
| 13  | Edward N. Gadsby       | 1957–1961 | Dwight D. Eisenhower     |
| 14  | William L. Cary        | 1961–1964 | John F. Kennedy          |
| 15  | Manuel F. Cohen        | 1964–1969 | Lyndon B. Johnson        |
| 16  | Hamer H. Budge         | 1969–1971 | Lyndon B. Johnson        |
| 17  | William J. Casey       | 1971–1973 | Richard Nixon            |
| 18  | G. Bradford Cook       | 1973      | Richard Nixon            |
| 19  | Ray Garrett Jr.        | 1973–1975 | Richard Nixon            |
| 20  | Roderick M. Hills      | 1975–1977 | Gerald Ford              |
| 21  | Harold M. Williams     | 1977–1981 | Jimmy Carter             |
| 22  | John S. R. Shad        | 1981–1987 | Ronald Reagan            |
| 23  | David Sturtevant Ruder | 1987–1989 | Ronald Reagan            |
| 24  | Richard C. Breeden     | 1989–1993 | George H. W. Bush        |
| 25  | Arthur Levitt          | 1993–2001 | Bill Clinton             |
| 26  | Harvey Pitt            | 2001–2003 | George W. Bush           |
| 27  | William H. Donaldson   | 2003–2005 | George W. Bush           |
| 28  | Christopher Cox        | 2005–2009 | George W. Bush           |
| 29  | Mary Schapiro          | 2009–2012 | Barack Obama             |
| 30  | Elisse B. Walter       | 2012–2013 | Barack Obama             |
| 31  | Mary Jo White          | 2013–2017 | Barack Obama             |
| 32  | Jay Clayton            | 2017–2020 | Donald Trump             |
| 33  | Gary Gensler           | 2021–2025 | Joe Biden                |
| 34  | Paul S. Atkins         | seit 2025 | Donald Trump             |